# خط قيرواني

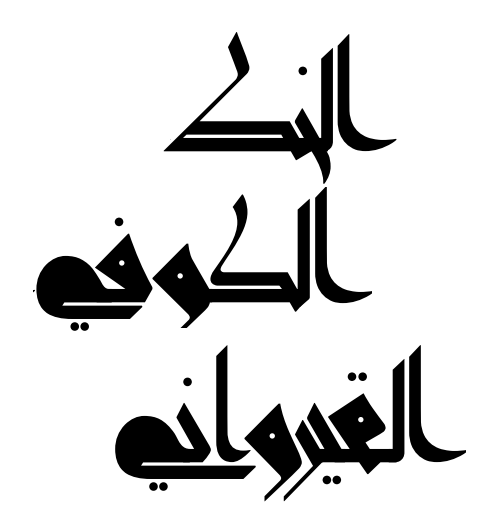
عبارة الخط الکوفی القيرواني التي كُتبت بصيغة وأسلوب الخط الکوفی القيرواني

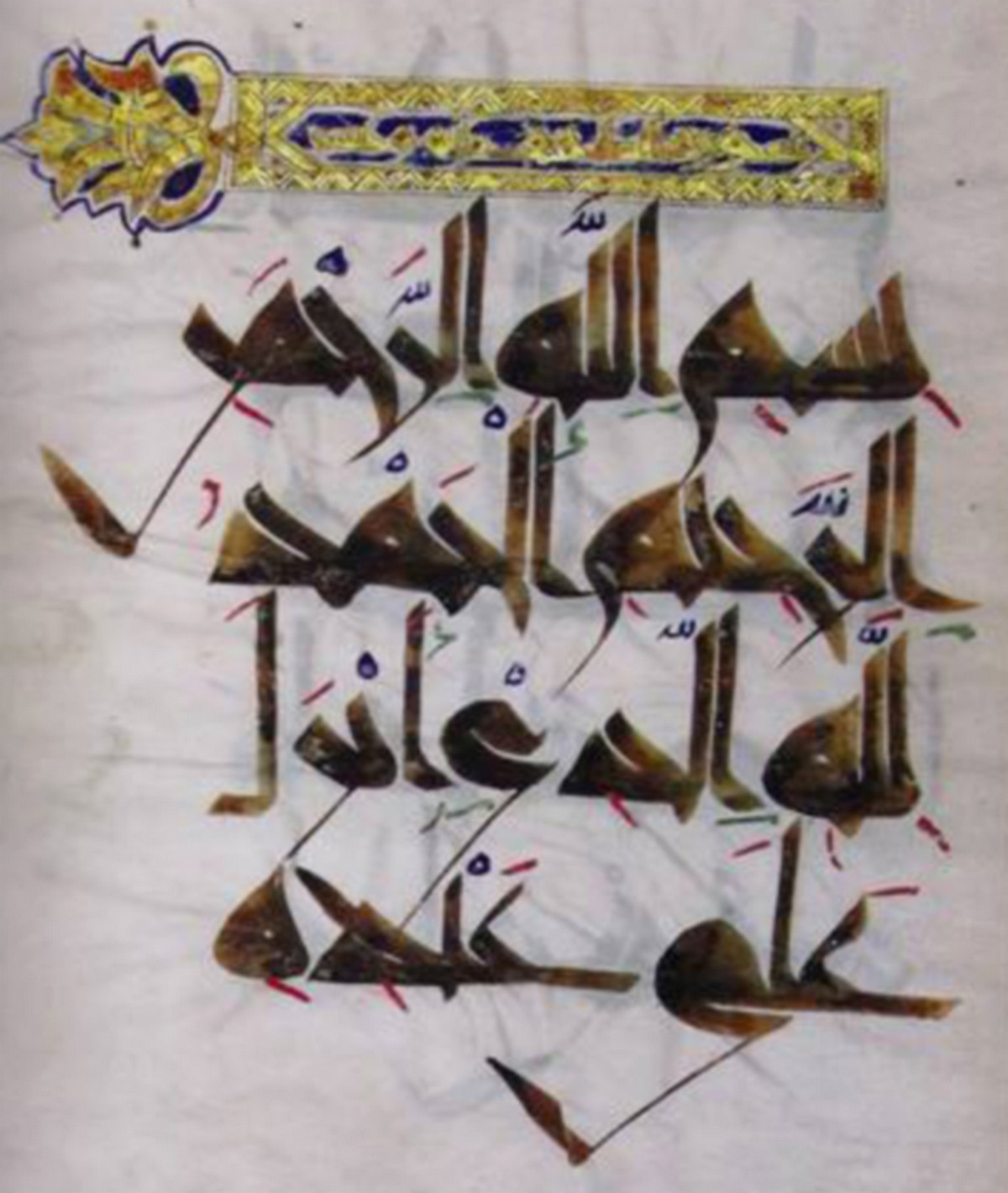
ورقة من المصحف الشريف المعروف بمصحف الحاضنة (العهد الصنهاجي، القرن 5 هـ، تونس) مكتوب بالخط الكوفي القيرواني

الخط القيرواني ويسمى أيضا الخط الكوفي القيرواني وهو أحد الخطوط العربية.

## تاريخ

### مصحف الحاضنة
تم استخدام الخط القيرواني لأول مرة في قرآن الحاضنة الذي تم اكتشافه خلال أعمال حماية مخطوطات المكتبة القديمة في الجامع الكبير بالقيروان، إثر نشر مقال في جريدة مصرية عام 1897 ينتقد حالة مجموعات المكتبة المتردية. إلا أنه سنة 1948 أجرى عالم الآثار الفرنسي لويس بوينسوت بحثًا أعمق حول المخطوطات وقام بتفكيكها وأخذ أغلفتها إلى متحف باردو تاركا الأوراق مقسمة حسب الحجم والحالة.
كتب مصحف الحاضنة في عام 1020 خلال العقود الأخيرة من العصر الذهبي الفكري والسياسي للقيروان كعاصمة افريقية. تم الاحتفاظ به لقرون في مقصورة ابن باديس، في قاعة الصلاة الرئيسية في الجامع الكبير. والمقصورة عبارة عن غرفة صغيرة طولها 8 أمتار وعرضها 6 أمتار بجوار جدار القبلة كانت تستخدم غرفة تخزين الكتب. أيضا، تم ذكره في تحبيس يصف الشخصيات الذين شاركت في إنتاجه مثل الوراق أو رئيس الورشة، فاطمة حاضنة الأمير الزيري باديس الامرة بكتابته، ودرة الكاتبة، وهي امرأة حسب المؤرخين كانت أمينة سر المربية. تم التبرع بهذا القرآن لاحقاً لإثراء مكتبة المسجد الكبير كجزء من إستراتيجية سياسية صادق عليها قاضي القيروان، عبد الله ابن هاشم.
يأكد قرآن الفاضل، واحد من المخطرطات الأخرى بالجامع، على أن مصحف الحاضنة كتبته نساء «لقد كتبته بيديها».
إلى جانب ذلك، يمكن العثور على أثر آخر لتاريخ الكتاب في تعداد العصور الوسطى الذي وضع في عام 1294 من قبل لقبت بالخالدي. ووفقاً لهذا المخزون، فإن المخطوطة هي مجرد عنصر في مجموعة مخطوطات دينية يبلغ عددها 125 مخطوطة، منها 65 قرآنية. أعطت هذه الوثيقة صفة قانونية للمخطوطة كغرض محمي يتبع مكتبة الجامع.
حسب المعهد الوطني للتراث، فإن الكتاب مقسم إلى ستين حزب فيها أكثر من 2900 صفحة إجمالا. كل ورقة طولها 44,5 صم وعرضها 30 صم تحتوي على 5 أسطر. هذه الصفحات معروضة حاليا في العديد من المتاحف حول العالم مثل المتروبوليون بنيويورك، ذا ديفيد كولكشيون بكوبنهاغن ومتحف باردو بتونس. إلا القسط الأكبر معروض بمتحف رقادة بالقيروان.

### تطوره

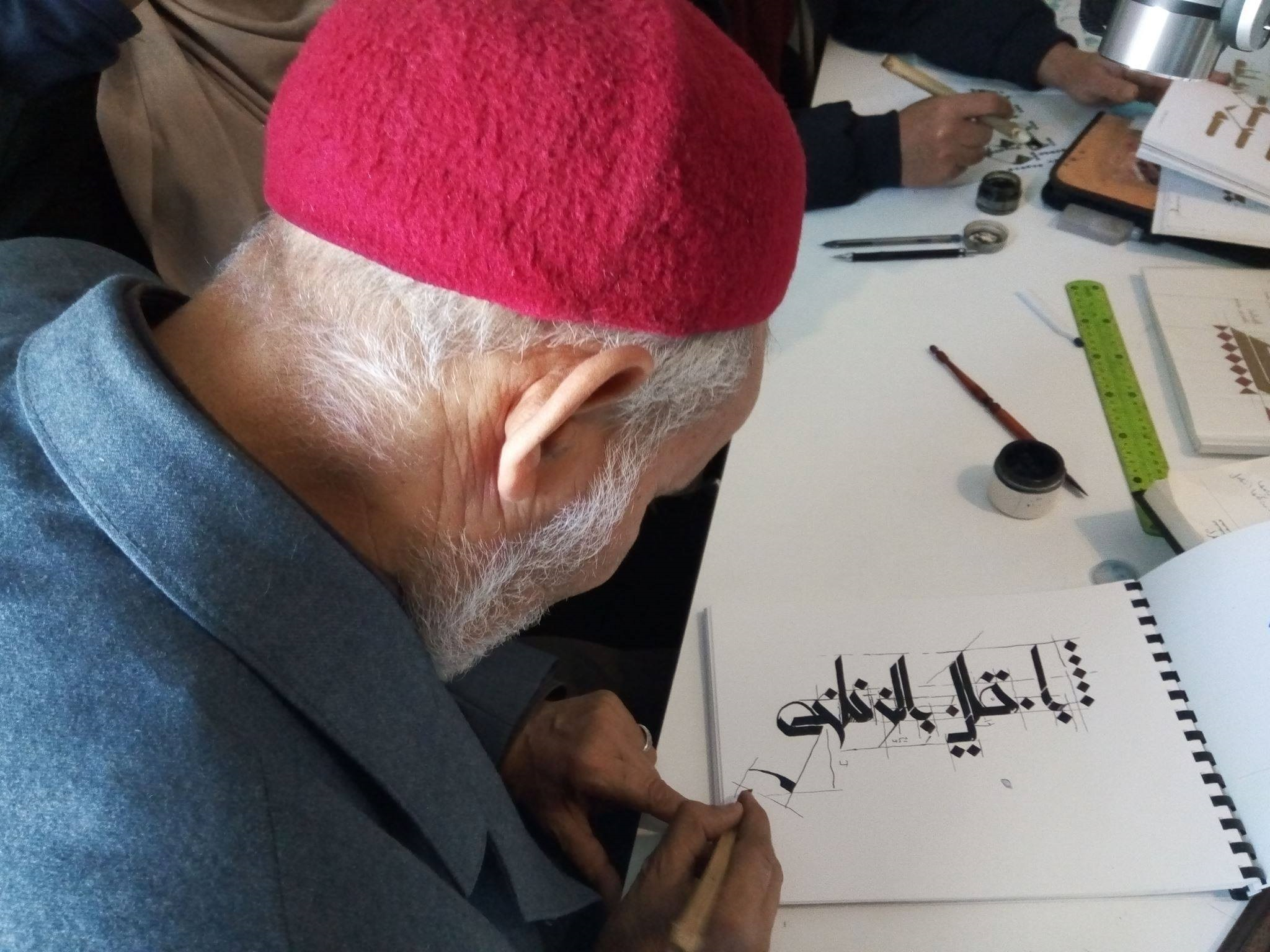
خطاط قيرواني

استعمل هذا الخط في كتابة المصاحف التي ما زال بعضها موجودا في مدينة القيروان إلى يوم الناس هذا. بلغ أوجه استعماله القرون الهجرية الأربعة الأولى في بلاد المغرب (ق 7-10م). إلا أنه بدأ يتراجع بدءا من القرن الخامس هجري/11م مع ظهور الخط الأندلسي في المنطقة، ولم يبق حسب ابن خلدون إلا في بلاد الجريد بالجنوب الغربي التونسي لبعد هذه المنطقة عن التأثير الأندلسي.
في عام 2017، أجرت الجمعية التونسية لفن الخط بحثًا حول النمط الكوفي القيرواني أدرجته في منهجها التدريسي. وبالشراكة مع بعض المؤسسات والجمعيات الخاصة الأخرى، قذم خطاطو الجمعية دورات تكوينية للمهتمين على المستوى المحلي والعالمي.
تم تكريس النسخة الخامسة للخط التونسي 2017 للأسلوب القيرواني للتعريف به والرفع من شأنه. وكطريقة للتأكيد على أهميته، قدم العديد من فناني الخط التونسي لوحات تحمل نصوصا مستعملينه مثل الحسومي زيتون، نجاة النوري وزهور العرفاوي.
في عام 2018، رقمنت الجمعية الخط وأنتجت نمطا يمكن تنزيله واستخدامه في أي برنامج معالجة يستند إلى ميكروسوفت وورد.

## من خصائصه
يعتبر الخط القيرواني أحد تفريعات الخط الكوفي لطغيان الطابع الهندسي عليهما. وبالإضافة إلى ذلك، فإن بشكل عام، الحروف في الأسلوب القيرواني غليظة وذات زوايا حادة. كما أن الحروف غير منقطة حتى وإن حرص الخطاط على شكلها. الحروف العمودية مثل الألف (أ) واللام (ل) معامدة للسطر الذي تستوي عليه الحروف. وكما هي القاعدة في جميع الأنماط الكوفية بشكل عام، أول ألف في الكلمات المعرفة تتميز بامتداد سفلي ينتهي بشكل أفقي إلى اليمين كما هو الحال في. من ناحية أخرى، تتميز الأحرف المنخفضة مثل الباء (ب) والسين (س)، بأسنان قصيرة متوازية وشريدة القرب. إضافة إلى هذا، فإن الكلمات لا تنقسم ولا توجد علامات تنقيط.